# Stadion Hrvatski vitezovi
Stadion Hrvatski vitezovi nogometni je stadion u Dugopolju kod Splita. Kapaciteta je 5.200 gledatelja. Na njemu svoje domaće utakmice igra NK Dugopolje. Službeno je otvoren 22. srpnja 2009. prijateljskom utakmicom između NK Dugopolja i HNK Hajduka iz Splita. Utakmica je završila pobjedom Hajduka rezultatom 2:0.
Izgradnja i uređenje stadiona ukupno je stajalo oko 70 milijuna kuna. Stadion je dio Športskog centra Hrvatski vitezovi, koji još čine bazeni i teniski tereni.
U lipnju 2009. stadion je posjetila UEFA-ina komisija, koja je stadion ocijenila kao odličan te na njemu dopustila igranje europskih utakmica.
Dana 1. srpnja 2010. HNK Šibenik je u sklopu 1. pretkola Europske lige na stadionu odigrao domaću utakmicu protiv malteškog kluba Sliema Wanderers iz Slieme, jer šibenski stadion Šubićevac ne zadovoljava UEFA-ine kriterije. Utakmica je završila rezulatom 0:0.
RNK Split odigrao je nekoliko europskih utakmica na stadionu jer stadion Park mladeži također ne zadovoljava UEFA-ine kriterije. U sezoni 2011./12. Split je ondje ugostio Domžale (u 2. pretkolu, pobjeda 3:1) i Fulham (u 3. pretkolu, neriješeno 0:0). U sezoni 2014./15. u prvoj utakmici 4. pretkola, koja je odigrana 21. kolovoza 2014. Split i Torino odigrali su neriješeno, 0:0. Split je domaće utakmice u prva 3 pretkola odigrao na svom stadionu.
HNK Hajduk Split je dvije domaće utakmice odigrao na stadionu Hrvatski vitezovi. Prvu utakmicu, ligašku, odigrao je 5. listopada 2014. protiv Rijeke, zbog obnove travnjaka na stadionu Poljud. Utakmica je završila neriješeno 1:1, a ostala je upamćena po divljanju navijača koje se očitovalo u trganju i bacanju stolica. Drugu utakmicu, europsku, zbog zauzetosti Poljuda Hajduk je odigrao 9. srpnja 2015. protiv estonskog Sillamäe Kaleva. Hajduk je pobijedio rezultatom 6:2 i tako prošao u 2. pretkolo.